# Fenoprofen
Fenoprofen là thuốc chống viêm không steroid (NSAID). Fenoprofen calcium được sử dụng để làm giảm triệu chứng trong bệnh viêm khớp dạng thấp, việm xương khớp và giảm đau. Fenoprofen được lưu hành ở MỸ dưới tên thương mại là Nalfon.
Năm 2015 chi phí một tháng sử dụng thuốc tại Hoa Kỳ khoảng 50 đến 100 USD.

## Dược lý
Tác dụng chống viêm, giảm đau và hạ sốt nhờ khả năng ức chế cyclooxygenase (ức chế COX-2) hoạt động và tổng hợp protaglandin.

## Chống chỉ định
Chống chỉ định bao gồm tiền sử suy giảm chức năng thận; bệnh nhân mẫn cảm với bất kỳ thành phần nào của thuốc; tiền sử hen suyễn, mề đay, hoặc các phản ứng dị ứng khác sau khi sử dụng aspirin và các NSAID khác, giảm đau ngoại biên khi phẫu thuật bắc cầu mạch vành (CABG).

## Tương tác thuốc
Aminoglycosides (ví dụ. gentamicin): tăng nồng độ aminoglycoside huyết tương.
Ức chế mẹn chuyển (ức chế Angiotensin-converting enzyme)(ACE): giảm tác dụng hạ áp của ức chế men chuyển (ACE inhibitors).
Chống đông: dùng phối hợp có thểprothrombin time.
Aspirin: Fenoprofen Cl có thể tăng, không khuyến cáo phối hợp.
Lợi tiểu: có thể khánh lợi niệu quai  và thiazides.
Hydantoins, sulfonamides, sulfonylureas: Fenoprofen chiếm vị trí gắn của các thuốc này.
Lithium: độ thanh thải của lithium có thể giảm, tăng nồng độ trong huyết tương và tăng nguy cơ nhiễm độc lithium.
Methotrexate: tăng nồng độ methotrexate.
Phenobarbital: giảm fenoprofen t ½. 
SSRIs (e.g. fluoxetine, citalopram)

## Tên thương mại
UK - Fenopron (Typharm Limited)